# Zinzin (Tougan)
Pour les articles homonymes, voir Zinzin.
Zinzin est une localité située dans le département de Tougan de la province du Sourou dans la région de la Boucle du Mouhoun au Burkina Faso.

## Santé et éducation
Zinzin  accueille un centre de santé et de promotion sociale (CSPS).